# Anna Gasser
Anna Gasser (Villaco, 16 agosto 1991) è una snowboarder austriaca, campionessa olimpica nel big air a Pyeongchang 2018 e a Pechino 2022.

## Biografia
Dopo un trascorso come ginnasta, durante la stagione 2010-11 Anna Gasser ha cominciato a gareggiare con lo snowboard. L'11 dicembre 2013 ha debuttato in Coppa del Mondo di snowboard, classificandosi 40ª nello slopestyle di Copper Mountain. Ai Mondiali del 2013 è arrivata 18ª nella gara di slopestyle; il 19 gennaio 2014 ha ottenuto il suo primo podio nel massimo circuito, classificandosi. al terzo posto nella gara vinta dalla neozelandese Christy Prior. Nel novembre del 2013 divenne la prima donna a riuscire a chiudere il trick denominato cab double cork 990 (un salto che consiste in una rotazione di 900° verso monte con due volte la testa verso il terreno), anche chiamato cab double underflip, questo trick le ha permesso di vincere molti allori negli anni successivi.
Durante la stagione 2016-17 ha vinto tre medaglie ai Winter X Games, due a livello europeo e un argento durante la XXI edizione disputatasi ad Aspen, inoltre ha conquistato l'oro nel big air ai Mondiali di Sierra Nevada con un punteggio di 100 su 100. Ai Giochi olimpici invernali di Soči 2014 ha partecipato alla finale di slopestyle, dove arriva 10ª a seguito di due cadute in altrettante run. A Pyeongchang 2018, ha vinto la medaglia d'oro nel big air davanti alla statunitense Jamie Anderson e alla neozelandese Zoi Sadowski-Synnott. A Pechino 2022 si è ripetuta nel big air e ha concluso la finale dello slopestyle al 6º posto. Ai Mondiali di Bakuriani 2023 ha vinto nuovamente l'oro nel big air.
In Coppa del Mondo ha conquistato due volte la Coppa generale di freestyle, tre volte la Coppa di big air e una la Coppa di slopestyle.
Anna Gasser vive a Millstatt am See.

## Palmarès

### Olimpiadi
- 2 medaglie:
  - 2 ori (big air a Pyeongchang 2018; big air a Pechino 2022)

### Mondiali
- 3 medaglie:
  - 2 ori (big air a Sierra Nevada 2017; big air a Bakuriani 2023)
  - 1 argento (slopestyle a Kreischberg 2015)

### Winter X Games
- 8 medaglie:
  - 5 ori (slopestyle ad Hafjell 2017; big air ad Aspen 2018; big air a Fornebu 2019; big air ad Hafjell 2020; big air a Aspen 2025)
  - 1 argento (big air ad Aspen 2017)
  - 2 bronzi (big air ad Hafjell 2017; big air ad Aspen 2024)

### Coppa del Mondo
- Vincitrice della Coppa del Mondo generale di freestyle nel 2017 e nel 2021
- Vincitrice della Coppa del Mondo di big air nel 2017, nel 2018 e nel 2022
- Vincitrice della Coppa del Mondo di slopestyle nel 2021
- 31 podi:
  - 13 vittorie
  - 8 secondi posti
  - 10 terzi posti

#### Coppa del Mondo - vittorie
| Data             | Località        | Paese         | Specialità |
| ---------------- | --------------- | ------------- | ---------- |
| 12 novembre 2016 | Milano          | Italia        | BA         |
| 14 novembre 2016 | Alpensia        | Corea del Sud | BA         |
| 3 dicembre 2016  | Mönchengladbach | Germania      | BA         |
| 14 gennaio 2017  | Kreischberg     | Austria       | SBS        |
| 11 febbraio 2017 | Québec          | Canada        | BA         |
| 11 novembre 2017 | Milano          | Italia        | BA         |
| 25 novembre 2017 | Pechino         | Cina          | BA         |
| 24 novembre 2018 | Pechino         | Cina          | BA         |
| 20 marzo 2021    | Aspen           | Stati Uniti   | SBS        |
| 27 marzo 2022    | Silvaplana      | Svizzera      | SBS        |
| 14 gennaio 2023  | Kreischberg     | Austria       | BA         |
| 2 dicembre 2023  | Pechino         | Cina          | BA         |
| 15 gennaio 2025  | Kreischberg     | Austria       | BA         |

Legenda:

BA = Big air

SBS = Slopestyle